# عبدالرحمن وحید
عبدالرحمن وحید (انگلیسی: Abdurrahman Wahid؛ زاده ۷ سپتامبر ۱۹۴۰ درگذشته ۳۰ دسامبر ۲۰۰۹) یک سیاست‌مدار اهل اندونزی بود.